# Arroyo Paranay Guazú
El arroyo Paranay Guazú es un curso de agua de la Provincia de Misiones, Argentina que desagua en el río Paraná.
Nace en la Sierra de Misiones (Departamento Guaraní) y se extiende cerca de los municipios de Tarumá (Departamento Montecarlo) y El Alcázar (Departamento Libertador General San Martín). 
Junto a sus afluentes totaliza 114,2 kilómetros de cursos de agua antes de desembocar en el río Paraná. La cuenca abarca una superficie total de 1.319,50 km².